# فرودگاه شهری مک‌مین‌ویل
فرودگاه شهری مک‌مین‌ویل (به انگلیسی: McMinnville Municipal Airport) یک فرودگاه همگانی بهره‌برداری هوایی است که یک باند فرود آسفالت دارد و طول باند آن ۱۶۵۲ متر است. این فرودگاه در شهر مکمینویل، اورگن کشور ایالات متحده آمریکا قرار دارد و در ارتفاع ۵۰ متری از سطح دریا واقع شده‌است.